# Oak Grove (Minnesota)
Oak Grove é uma cidade localizada no estado americano de Minnesota, no Condado de Anoka.

## Demografia
Segundo o censo americano de 2000, a sua população era de 6903 habitantes.
Em 2006, foi estimada uma população de 8266, um aumento de 1363 (19.7%).

## Geografia
De acordo com o United States Census Bureau tem uma área de
90,7 km², dos quais 87,3 km² cobertos por terra e 3,4 km² cobertos por água.

## Localidades na vizinhança
O diagrama seguinte representa as localidades num raio de 12 km ao redor de Oak Grove.